# Für Elise (Film)
Für Elise ist ein deutscher Spielfilm von Wolfgang Dinslage aus dem Jahr 2012. Er beschreibt die Herausforderung einer heranwachsenden Halbwaisen, mit ihrer Trauer über den Verlust des Vaters umzugehen und gleichzeitig ihre alkoholkranke Mutter, soweit es geht, zu unterstützen.

## Handlung
Elise lebt nach dem Unfalltod ihres Vaters mit ihrer Mutter Betty in einem Plattenbau in Jena. Beide sind traumatisiert und versuchen, so gut es geht über den plötzlichen Verlust des Vaters und Ehemanns hinwegzukommen. Elise flüchtet sich in die Musik und spielt leidenschaftlich gerne auf einem Klavier, das sie von ihrem Vater geerbt hat. Sie spielt darauf klassische Stücke, doch – zum Leidwesen ihrer wenig musikalischen Mutter – nur selten Ludwig van Beethovens Komposition Für Elise, die diese so gerne hört und die als Namensgeber ihrer Tochter fungierte. Betty, die als Krankenschwester nun die Alleinverdienerin ist, flüchtet sich in den Alkohol und das Nachtleben ihrer Stadt. Sie lernt viele Männer kennen, mit denen sie kurzzeitige Beziehungen unterhält. Oft kommt sie nachts betrunken nach Hause, und Elise muss sie ein ums andere Mal ins Bett bringen. Am nächsten Tag überkommt Betty regelmäßig das schlechte Gewissen, und sie bittet Elise um Entschuldigung. Diese versucht, die Alkoholkrankheit ihrer Mutter so gut es geht zu verdrängen und hofft, dass andere Mitmenschen von den Ausfällen nichts mitbekommen. So verleugnet sie beispielsweise ihre Mutter beim Elternsprechtag und gibt gegenüber ihrer Lehrerin an, dass Betty viel arbeiten müsse. Doch die zunehmenden finanziellen Probleme kann auch Elise nicht kompensieren – Betty bezahlt ihre Rechnungen nicht mehr, und den beiden droht der Verlust der Wohnung. Die Spannung zwischen Mutter und Tochter erhöht sich weiter, als Betty das Klavier verkauft, um offene Rechnungen zu begleichen.
Die Lage scheint sich zu bessern, als Betty bei ihren nächtlichen Touren auf Ludwig trifft. Er ist geschieden und lebt mit seinen zwei minderjährigen Kindern in einer gefälligen Altbauwohnung, bis das Sorgerecht mit seiner in Frankreich lebenden Ex-Frau geklärt ist. Betty verliebt sich in den Redakteur, doch nach einem anfänglichen Interesse an ihr erkennt Ludwig, dass er mehr Interesse an Elise hat. Diese wiederum genießt die Aufmerksamkeit des viele Jahre älteren Mannes, der ihre Sorge und ihre Bemühungen um Betty wertschätzt. Eines Tages ruft Ludwig bei Elise an. Betty hat Ludwig an dessen Geburtstag besucht und sich dort betrunken. Elise eilt zu Ludwigs Wohnung mit der Absicht, ihre Mutter abzuholen. Ludwig überzeugt Elise allerdings davon, dass dies aussichtslos ist, und Betty übernachtet auf Ludwigs Couch. Elise besucht Ludwig an einem anderen Tag in seiner Redaktion. Er zeigt ihr das Tonstudio und lässt sich von ihr ein Stück auf dem Studioflügel vortragen. Später verbringen die beiden einen Abend in der Oper. Als Elise spätabends nach Hause kommt, stellt Betty ihre Tochter zur Rede. Elise macht ihr deutlich, dass Ludwig nicht die Mutter, sondern die Tochter liebt.
An Weihnachten kommt es schließlich zum Eklat: Ludwigs Ex-Frau holt die Kinder über die Feiertage zu sich nach Frankreich. Betty hatte Ludwig und seine Kinder zu dessen sichtbarem Unbehagen zum Weihnachtsessen eingeladen. Er kommt jedoch nicht, woraufhin Betty sich erneut betrinkt und zu ihm in die Wohnung läuft. Elise folgt ihr heimlich und wird so Zeugin eines Streits zwischen den beiden. Ludwig macht Betty klar, dass er sie nicht liebt und von ihrem Alkoholproblem angewidert ist. Betty trifft später als Elise in ihrer Wohnung ein, weckt sie und wirft ihr vor, dass Elise Ludwig manipuliert habe, weil sie es nicht ertragen könne, dass sie wieder glücklich ist. Elise ist verzweifelt, denn sie ist sich keiner Schuld bewusst. Tags darauf besucht Elise ihre beiden Tanten, die Betty kritisch gegenüberstehen. Als sie in die Wohnung zurückkehrt, liegt Betty volltrunken bei offener Balkontür neben dem umgeworfenen Weihnachtsbaum. Elise muss den Notarzt holen, der ihre Mutter daraufhin in die Notaufnahme bringt. Elise sucht eine der Bars auf, in denen Betty seinerzeit Ludwig getroffen hat. Ludwig ist wie erhofft dort und sucht Zerstreuung nach der Auseinandersetzung vom Vortag. Elise verleugnet auch hier, was mit ihrer Mutter passiert ist. Erst als Ludwig sie nach Hause bringt und die verwüstete Wohnung sieht, beichtet sie ihm, was mit Betty passiert ist. Ludwig lädt Elise dazu ein, in seiner Wohnung zu übernachten. Sie kann jedoch nicht einschlafen, kommt halbnackt zu ihm ins Wohnzimmer und setzt sich aufdringlich auf seinen Schoß; als Ludwig auf diese sexuelle Einladung einzugehen beginnt, bricht sie die Situation jedoch abrupt ab und verlässt die Wohnung. Kurz darauf steht Ludwig vor ihrer Wohnungstür und will sie um Entschuldigung bitten. Sie ignoriert ihn.
Elise freundet sich mit einem Jungen aus ihrer Klasse an, der ihr seit einiger Zeit bereits den Hof macht. Betty macht eine Entziehungskur und gelobt Besserung. Als Zeichen ihres guten Willens kauft sie das Klavier zurück. Der Film endet mit einem Besuch Elises in der Klinik. Sie tritt hinaus in den Garten der Klinik und sieht dort ihre Mutter auf einer Parkbank sitzen. Elise lächelt leicht.

## Musik
Ein wiederkehrendes Element des Films ist die Etüde Opus 10 Nr. 3 in E-Dur von Chopin, die Elise mehrmals zu spielen beginnt, aber nie zu Ende führen kann, wie sie am Grab ihres Vaters erläutert. Von Ludwig dazu aufgefordert, etwas von Schumann zu spielen, trägt sie „Erinnerung (4. November 1847)“ (Opus 68 Nr. 28) aus dem Album für die Jugend vor.

## Rezeption und Drehorte
Der Film wurde in Jena, Altenburg und Weimar sowie im Landesfunkhaus Thüringen in Erfurt gedreht. Er startete am 11. Oktober 2012 im Kino und wurde am 19. September 2014 erstmals auf arte im Fernsehen gezeigt.

## Kritik und Auszeichnung
In der Wochenzeitung Die Zeit lobt Martin Schwickert die „differenzierte Zeichnung der Charaktere“ in dem „Mutter-Tochter-Drama“, die sich wohltuend von einer „Seifenoper“ abhebe. In einer Meldung der Deutschen Presse-Agentur (dpa) wird darauf hingewiesen, dass der Film „ständig die Konfrontation“ suche und für Sentimentalitäten keine Zeit bleibe. Ähnlich positiv äußert sich auch Kino.de, das in dem Film ein „subtiles Mutter-Tochter-Drama“ sieht, „das konsequent eine problembeladene Beziehung zur ungleichen offenen Rivalität steigert.“ Jens Hinrichsen von der Zeitung Die Welt stört sich jedoch daran, dass Drehbuchautorin und Regisseur es bei einer harmlosen Schwärmerei belassen und Ludwig mit seiner Handlung auf der Couch im Wohnzimmer „eine Grenze überschreiten lassen, von der es kein Zurück zur Zuschauersympathie gibt.“ Auch für Sophie Charlotte Rieger in ihrer Filmkritik auf tittelbach.tv liegt das zentrale Problem des Films in der entschärften und verharmlosenden Inszenierung: „Damit erreicht Dinslage zwar ein größeres Publikum, verschenkt aber einen großen Teil des Potentials, das ihm Thema und Darsteller bieten.“
Der Film erhielt 2012 den Filmkunstpreis und Drehbuchpreis beim Festival des deutschen Films in Ludwigshafen.